# John Evans Atta Mills
John Evans Atta Mills (Tarkwa, 21 de julio de 1944-Acra, 24 de julio de 2012) fue político y académico ghanés y presidente de Ghana desde 2009 hasta su muerte en 2012.

## Biografía
Tras cursar estudios secundarios, Mills estudió Derecho en la Universidad de Ghana (LL.B., 1967), en la London School of Economics and Political Science (LL.M., 1968) y en la School of Oriental and African Studies de la Universidad de Londres, donde realizó su tesis doctoral (1971) sobre fiscalidad y desarrollo económico. A su regreso a Ghana, impartió clases de derecho en la Universidad de Ghana, donde permaneció unos 25 años. También formó parte de numerosos consejos y comités, actuó ocasionalmente como profesor visitante en Estados Unidos y los Países Bajos, y publicó extensamente sobre fiscalidad, incluido el Informe de la Comisión de Revisión Fiscal, Ghana (1977).
Fue presidente del país desde el 7 de enero de 2009 hasta su fallecimiento. Anteriormente, de 1997 a 2001, había sido vicepresidente durante parte del mandato de Jerry John Rawlings. Era miembro del Congreso Nacional Democrático.
Atta Mills ganó las elecciones presidenciales frente a Nana Akufo-Addo, del Nuevo Partido Patriótico, por un estrecho margen de medio punto y bajo acusaciones de fraude. Sin embargo los observadores internacionales certificaron la validez de los comicios. El 23 de enero formó un nuevo gobierno formado en un 40 % con mujeres.
Falleció a los 68 años de edad, víctima de cáncer de tráquea, mismo que le fue diagnosticado en Houston (Texas) apenas tres semanas antes de su muerte.
| Predecesor: John Kufuor        | Presidente de la República de Ghana 2009 | Sucesor: John Dramani Mahama |
| Predecesor: Kow Nkensen Arkaah | Vicepresidente de Ghana 1997 - 2001      | Sucesor: Alhaji Aliu Mahama  |